# Der Amerikanische Bürgerkrieg
Der Amerikanische Bürgerkrieg (englisch The Civil War) ist ein elfstündiger Dokumentarfilm in neun Teilen des US-Amerikaners Ken Burns aus dem Jahre 1990. Der von der nicht-kommerziellen US-Fernsehsenderkette PBS produzierte Film wurde mehrfach – unter anderem mit dem Emmy – ausgezeichnet.

## Inhalt und Technik
Der Dokumentarfilm schildert detailreich Ursachen, Anfang, Verlauf, Ende und Folgen des Amerikanischen Bürgerkrieges (1861–1865). Die in historischen Dokumenten zu Wort kommenden Personen reichen vom einfachen Soldaten der Nord- bzw. Südstaaten, über Frauen, (ehemalige) Sklaven, Stadt- und Landbevölkerung bis hin zu den militärischen Führern beider Seiten wie Ulysses S. Grant und Robert E. Lee sowie den Präsidenten Abraham Lincoln und Jefferson Davis. Zu den zitierten Personen gehören unter anderem  Walt Whitman, Stonewall Jackson und Frederick Douglass. Auszüge aus den Tagebüchern von Mary Chesnut, Sam Watkins, Elisha Hunt Rhodes und George Templeton Strong spielen eine wichtige Rolle. Dazu kommentieren Historiker wie Shelby Foote, James M. McPherson, Barbara J. Fields, Ed Bearss und Stephen B. Oates die historischen Ereignisse.
Burns verwendete für dieses Werk ca. 16.000 zeitgenössische Fotografien, Tagebuchaufzeichnungen, Briefe, Zeitungsberichte etc. wodurch eine authentische Atmosphäre entstand. In Verbindung mit einer Burns-spezifischen Kameraführung wird die so erzielte Atmosphäre als „Ken-Burns-Effekt“ bezeichnet.
Durch den gesamten Film führt ein nicht im Bild sichtbarer Erzähler, im US-Original der Pulitzer-Preis-Träger David McCullough. Während Fotos von Personen, Orten, Schlachten etc. gezeigt werden, sind durch Voice-over von unterschiedlichen Sprechern zeitgenössische Zitate, Anekdoten oder Ähnliches zu hören. Zitate einer historischen Person werden immer von derselben Stimme gesprochen.

## Filmmusik
Burns verwendete Musik aus der Zeit des Bürgerkrieges zur Untermalung. Lediglich das Titelthema Ashokan Farewell des amerikanischen Komponisten Jay Ungar wurde erst 1982 komponiert. Es handelt sich um einen Walzer in D-Dur, gespielt zunächst von einer Solo-Violine, die später von einer Gitarre begleitet wird. Durch seine Verwendung als Titelthema des Films – insbesondere während der Verlesung des Abschiedsbriefes von Sullivan Ballou an seine Frau, den dieser wenige Tage vor der Ersten Schlacht am Bull Run schrieb – erlangte es große Bekanntheit und wird deshalb heute oft, allerdings fälschlicherweise, für ein Musikstück aus der Zeit des amerikanischen Bürgerkrieges gehalten.

## Veröffentlichung & Rezeption
Der mehr als elfstündige Film ist in die folgenden neun Teile untergliedert:
| # | Titel                              | Originaltitel                   | Zeitraum | Dauer    | Ereignisse |
| - | ---------------------------------- | ------------------------------- | -------- | -------- | --- |
| 1 | Die Ursache                        | The Cause                       | 1861     | 100 Min. | Vorgeschichte, Angriff auf Fort Sumter, Erste Schlacht am Bull Run                                                                |
| 2 | Ein schreckliches Blutbad          | A Very Bloody Affair            | 1862     | 69 Min.  | Halbinsel-Feldzug, Schlacht von Hampton Roads, Schlacht von Shiloh                                                                |
| 3 | Für immer frei                     | Forever Free                    | 1862     | 76 Min   | Schlacht am Antietam |
| 4 | Glatter Mord                       | Simply Murder                   | 1863     | 61 Min   | Schlachten von Fredericksburg, Chancellorsville, Vicksburg                                                                        |
| 5 | Das Universum der Schlacht         | The Universe of Battle          | 1863     | 96 Min   | Schlachten von Gettysburg, Chickamauga, Chattanooga                                                                               |
| 6 | Im Tal der Todesschatten           | Valley of the Shadow of Death   | 1864     | 69 Min   | Grant und Lee, von der Schlacht in der Wilderness bis zur Belagerung von Petersburg, Atlanta-Feldzug von William Tecumseh Sherman |
| 7 | Auf heiligem Boden                 | Most Hallowed Ground            | 1864     | 72 Min   | Wiederwahl Lincolns, Schlacht in der Mobile Bay, Atlanta-Feldzug                                                                  |
| 8 | Der Krieg ist die Hölle            | War Is All Hell                 | 1865     | 69 Min   | Shermans Marsch zum Meer, Lee ergibt sich bei Appomattox Court House                                                              |
| 9 | Die nobleren Seiten unseres Wesens | The Better Angels of Our Nature | 1865     | 68 Min   | Lincolns Ermordung, Folgen des Bürgerkriegs                                                                                       |

Der Film gilt als Burns’ Meisterwerk und erhielt folgende Auszeichnungen: den Emmy, den bedeutendsten US-Fernsehpreis, den Humanitas Prize, den Peabody Award und den Preis der Television Critics Association. Bei seiner Erstausstrahlung im September 1990 wurde er von ca. 40 Millionen Menschen in den USA gesehen und ist bis heute die PBS-Sendung mit der höchsten Einschaltquote.
Die deutsche Bearbeitung stammt von Monika Hey, Adelheid Zöfel und Christine Strüh. Der Film ist seit 2006 auf DVD erhältlich.